# Villa Park Čechovka Havlíčkův Brod
Villa Park Čechovka Havlíčkův Brod se nachází v lokalitě zvané Čechovka v Havlíčkově Brodě. V areálu se nachází 9 budov. Některé budovy mají tvar nepravidelného obdélníku - lichoběžníku. Celý areál je vizuálně i fyzicky napojen na okolní přírodu a dětské hřiště.

## Urbanistické a architektonické řešení stavby

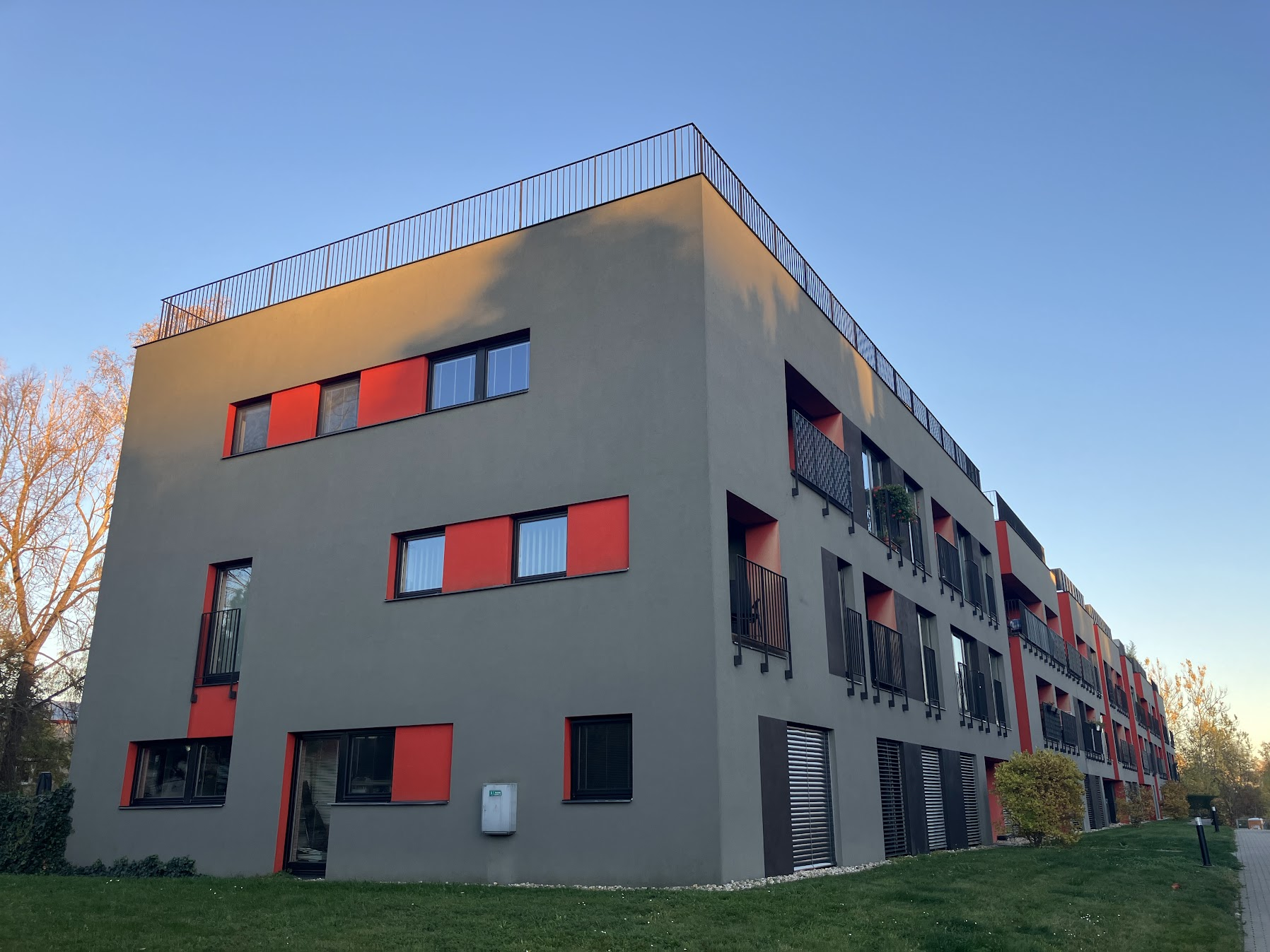
Šedo-červená fasáda jednoho z domů

Stavba se nachází v klidné čtvrti na okraji města Havlčkův Brod směrem na Humpolec. Pozemek se mírně svažuje k jihovýchodu směrem k vodní nádrži Žabinec. Stavba se snaží navázat na okolní krajinu, většina bytů má balkon nebo lodžii, byty v přízemí mají předzahrádky, byty v ustupujících podlažích mají střešní terasy. Každý z vila domů je navržen jako samostatný objekt uprostřed zeleně. Fásada je šedé barvy, místy jsou zde prvky v kontrastní červené barvě. Interiér každého bytu ve Villa Parku je trochu jiný (nepravidelně usazená okna, různé lodžie/terasy).